# Vieille-Brioude
Vieille-Brioude település Franciaországban, Haute-Loire megyében. Lakosainak száma 1245 fő (2022. január 1.). Vieille-Brioude Brioude, La Chomette, Fontannes, Lavaudieu, Saint-Ilpize, Saint-Just-près-Brioude, Saint-Laurent-Chabreuges, Saint-Privat-du-Dragon és Villeneuve-d'Allier községekkel határos.

## Népesség
A település népessége az elmúlt években az alábbi módon változott:
| Lakosok száma | 600  | 770  | 1007 | 1205 | 1236 | 1214 | 1194 | 1167 | 1193 | 1245 |
|               | 1968 | 1982 | 1990 | 2006 | 2013 | 2015 | 2017 | 2019 | 2020 | 2022 |